# 荷稻站
荷稻站（日语：／ Kaina eki */?）是位於日本高知縣幡多郡黑潮町、隸屬於土佐黑潮鐵道（日语：土佐くろしお鉄道）的鐵路車站。車站編號為TK28。
由若井站出發，當到達川奧信號場後，便會進入繞圈式鐵路隧道（第一川奧隧道）．這是一種早期的興建鐵路方式。用以克服兩站之間較大的高度相差而不需要起太多橋樑，可以節省成本。不少遊客都會冒名而坐。而這段路程亦是中村線中最長的區間路段，長達9.4公里。

## 車站結構
車站沿山邊而建，自開站起已採用簡易車模式運作，不設有站房，整個車站十分簡潔，但在月台入口前設置了一座供男性使用的簡易式洗手間，以及一排較簡樸的有蓋單車停泊處。

### 月台配置

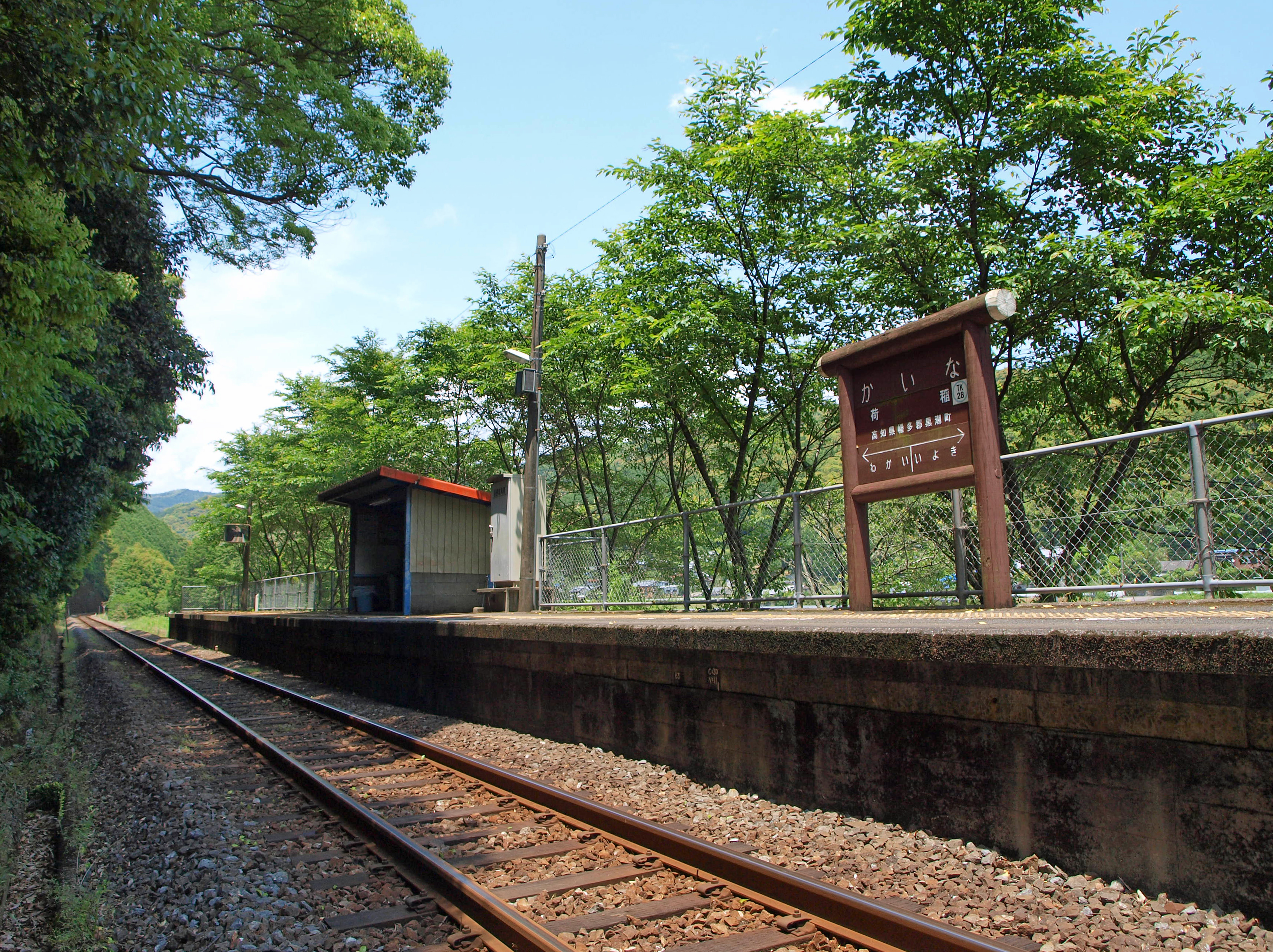
月台(2010年5月)

只設有側式月台1個，長度約為50米，有效長度為2輛。月台中央設有蓋候車亭。而出入口則設在月台末端向伊與喜站方向，為無障礙斜道。本站並沒有設置自動售票機，乘客需直接在列車上取票。
列車進站時，往中川方向為左右側上落；往窪川方向為右側上落。
| 路線     | 方向 | 目的地         |
| -------- | ---- | -------------- |
| ■ 中村線 | 下行 | 中村、宿毛方向 |
| ■ 中村線 | 上行 | 窪川方向       |

## 歷史
- 1963年12月18日：隨日本國有鐵道中村線通車開業[2]，為無人站[3]。
- 1987年4月1日：日本國鐵分割民營化，車站的營運由JR四國繼承。
- 1988年4月1日：隨中村線轉交由土佐黑潮鐵道管理及營運。

## 使用狀況
車站位於所屬大字的最西邊，貼近山坡，周邊全為農地，要到達大字集落要沿小路繞經農地後返回高知縣道329號，大約為600米，所以使用量不算高。
| 1日上落人數推斷 | 1日上落人數推斷 |
| 年度            | 1日平均人數     |
| --------------- | --------------- |
| 2011            | 31              |
| 2012            | 22              |
| 2013            | 22              |
| 2014            | 23              |
| 2015            | 23              |
| 2016            | 21              |
| 2017            | 14              |
| 2018            | 19              |
| 2019            | 19              |
| 2020            | 13              |
| 2021            | 20              |
| 2022            | 20              |

## 相鄰車站
土佐黑潮鐵道
■中村線
■特急「四萬十」1號、4號、「足摺」
通過
■普通
若井（TK27）－（川奧信號場）－荷稻（TK28）－伊與喜（TK29）

## 外部連結
- 土佐黑潮鐵道荷稻站官方網頁